# Aphelandra zamorensis
Aphelandra zamorensis är en akantusväxtart som beskrevs av D. C. Wasshausen. Aphelandra zamorensis ingår i släktet Aphelandra och familjen akantusväxter. Inga underarter finns listade i Catalogue of Life.